# Римська конституція
Римська конституція — це умовна назва неписьменного своду законів Стародавнього Риму. За конституцією Риму у царський період, суверенна влада надавалася царю Риму. Цар мав дві елементарні перевірки своєї влади, які мали форму ради старійшин (Римський сенат) і народних зборів (Куріатська асамблея). Упорядкування було подібним до конституційних механізмів, які існують у сучасних грецьких містах-державах (таких як Афіни або Спарта). Ці грецькі конституційні принципи, ймовірно, прийшли до Риму через грецькі колонії Великої Греції на півдні Італії. За легендою Римське царство було повалено в 510 році до нашої ери, а на його місці була заснована Римська республіка .
Конституційну історію Римської республіки можна розділити на п'ять етапів. Перший етап розпочався революцією, яка повалила Римське царство в 510 р. до н. е., а остаточна фаза завершилася революцією, яка повалила Римську республіку і таким чином створила Римську імперію в 27 р. до н. е. Протягом усієї історії республіки конституційна еволюція була зумовлена боротьбою між аристократією (" патриціями ") і простими громадянами (" плебеями ").Приблизно через два століття після заснування республіки плебеї досягли, принаймні теоретично, рівності з патриціями. На практиці, однак, тяжке становище середнього плебея залишилося незмінним. Це підготувало основу для громадянських воєн в Римській республіці. 1 століття до нашої ери та перетворення Риму на офіційну імперію .
Володарем держави став Гай Октавіан, який переміг в останній громадянській війні в Римській республіці . У роки після 30 року до нашої ери Октавіан вирішив реформувати римську конституцію та заснувати принципат . Кінцевим наслідком цих реформ було скасування республіки та заснування Римської імперії . Октавіан отримав почесний Август («поважний») римський сенат і став відомий історії під цим ім'ям і як перший римський імператор. Реформи Октавіана на той час не здавалися радикальними, оскільки вони не зробили нічого іншого, як реорганізацію конституції. Однак реорганізація була революційною, оскільки остаточним результатом стало те, що Октавіан отримав контроль над всією конституцією, яка сама підготувала основу для повної монархії. Коли Діоклетіан став римським імператором у 284 році, принципат був скасований, і була встановлена нова система, домінування . Ця система проіснувала до остаточного падіння Східної Римської (Візантійської) імперії в 1453 році

## Царський період
Період царства можна розділити на дві епохи, спираючись на легенди, передані нам головним чином у першій книзі Лівія Ab Urbe condita («Від заснованого міста», або просто «Історія Риму»). Хоча конкретні легенди, ймовірно, не відповідають дійсності, вони, ймовірно, засновані на історичних фактах. Ймовірно, що до заснування республіки Римом фактично керувала послідовність царів. Перша легендарна епоха бачила правління перших чотирьох легендарних царів. За цей час були закладені політичні основи міста, місто ставало дедалі більш організованим, були створені релігійні установи, а сенат і збори перетворилися на формальні установи. Ранні римляни поділялися на три етнічні групи. Сім'ї, які належали до однієї з цих етнічних груп, були оригінальними патриціанськими сім'ями. Намагаючись підвищити рівень організації місту, ці патриціанські родини були розділені на одиниці, які називаються курією . Засіб, за допомогою якого ранні римляни висловлювали свої демократичні імпульси, був відомий як «комітет» (comitia або «збори»). . Дві асамблеї були розроблені, щоб відображати етнічні поділи міста, і тому асамблеї були організовані курією. Засобом, за допомогою якого ранні римляни висловлювали свої аристократичні пориви, була рада міських старійшин, яка стала римським сенатом. Старійшини цієї ради були відомі як patres («батьки»), і тому відомі історії як перші римські сенатори. Демос (народ) і старійшини зрештою визнали необхідність єдиного політичного лідера і таким чином обрали такого лідера, рекса (римського царя).

## Республіка

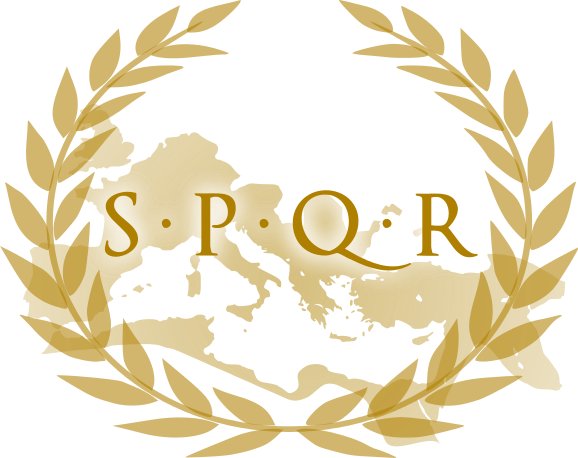

Після повалення монархії та заснування Римської республіки римляни почали обирати двох консулів щороку. У 494 році до нашої ери плебеї (простолюдини) відокремилися на Авентин (пагорб) і вимагали від патриціїв (аристократів) права обирати своїх посадових осіб. Патриції належним чином капітулювали, і плебеї припинили своє відділення. Плебеї називали цих нових посадових осіб плебейськими трибунами і дали цим трибунам двох помічників, яких називали плебейськими еділами .
У 449 році до нашої ери Сенат оприлюднив Дванадцять таблиць як центральну частину римської конституції. У 443 р. до н. е. була створена канцелярія цензора, а в 367 р. до н. е. плебеям було дозволено балотуватися на посаду консула. Відкриття консульства для плебеїв неявно відкрило як цензуру, так і диктатуру для плебеїв.. У 366 р. до н. е., намагаючись патриціїв відновити свій вплив на магістратуру, було створено дві нові канцелярії. Хоча ці дві канцелярії, преторство та курульське едилество, спочатку були відкриті лише для патриціїв, протягом покоління вони були відкриті і для плебеїв.
Починаючи приблизно з 350 року до нашої ери, сенатори та плебейські трибуни почали зближуватися. Сенат почав надавати трибунам більше повноважень, і, як не дивно, трибуни почали відчувати себе в боргу перед сенатом. У міру зближення трибунів і сенаторів плебейські сенатори почали регулярно забезпечувати посаду трибуна для членів своїх сімей. Також приблизно в 350 році до нашої ери Плебейська рада (народні збори) прийняла важливий закон (" Овінійський закон "), який передав від консулів до цензорів повноваження призначати нових сенаторів. Цей закон також вимагав від цензорів призначати будь-якого новообраного магістрату до Сенату .що, ймовірно, призвело до значного збільшення кількості плебейських сенаторів. Це, поряд із близькістю між плебейськими трибунами та сенатом, сприяло створенню нової плебейської аристократії. Ця нова плебейська аристократія невдовзі злилася зі старою патриціанською аристократією, створивши об'єднану «патриціо-плебейську» аристократію. Стара аристократія існувала завдяки силі закону, оскільки лише патриції могли займати високі посади. Але тепер нова аристократія існувала завдяки організації суспільства, і як такий цей порядок міг бути повалений лише шляхом революції.
У 287 році до нашої ери плебеї відокремилися до пагорба Янікул . Щоб покласти край сецесії, був прийнятий закон (" Lex Hortensia ") , який скасував вимогу згоди патриційних сенаторів перед тим, як законопроєкт міг бути поданий на голосування на плебейську раду. Остаточне значення цього закону полягало в тому, що він позбавив патриціїв їх останньої зброї над плебеями. Результатом було те, що остаточний контроль над державою впав не на плечі демократії, а на плечі нової патриціо-плебейської аристократії. До середини другого століття до нашої ери економічна ситуація середнього плебея значно погіршилася. Фермери збанкрутували, і незабаром маси безробітних плебеїв почали хлинути до Риму, а отже, до лав законодавчих зборів, де їхній економічний статус зазвичай спонукав їх голосувати за кандидата, який запропонував їм найбільше. Виникала нова культура залежності, яка шукала б полегшення від будь-якого популістського лідера.
У 88 році до нашої ери консулом був обраний сенатор-аристократ на ім'я Луцій Корнелій Сулла, який незабаром виїхав на війну на схід. Коли трибун скасував командування Сулли війною, Сулла повернув свою армію до Італії, рушив на Рим, убезпечив місто і знову пішов на схід. У83 році до нашої ери він повернувся до Риму і вдруге захопив місто. У 82 році до нашої ери він став диктатором, а потім використав свій статус диктатора, щоб провести ряд конституційних реформ, які мали на меті зміцнити сенат. У 80 році до нашої ери він відмовився від диктатури, а в 78 році до нашої ери він помер. Хоча він думав, що він міцно встановив аристократичне правління, його власна кар'єра проілюструвала фатальну слабкість конституції: армія, а не сенат диктувала долю держави. У 70 році до нашої ери генерали Помпей Магнус і Марк Ліциній Красс були обрані консулами і швидко знищили конституцію Сулли. У 62 році до нашої ери Помпей повернувся до Риму з битви на сході і незабаром уклав угоду з Юлієм Цезарем . Цезар і Помпей разом з Крассом уклали приватну угоду, відому як Перший тріумвірат. Згідно з угодою, домовленості Помпея мали бути ратифіковані, Крассу мали бути обіцяні майбутні консульства, а Цезарю — консульство в 59 р. до н. е., а потім — губернаторство Галлії (сучасна Франція) одразу після цього. У 54 році до нашої ери місто почало охоплювати насильство, а в 53 році до нашої ери Красс був убитий. У січні 49 р. до н. е. сенат ухвалив резолюцію, яка проголошувала, що якщо Цезар не складе зброю до липня того ж року, він буде вважатися ворогом республіки. У відповідь Цезар швидко перетнув Рубікон зі своєю ветеранською армією і рушив у бік Риму. Швидке просування Цезаря змусило Помпея, консулів і сенат залишити Рим заради Греції і дозволило Цезарю безперешкодно увійти в місто.
До 48 року до н. е., перемігши останнього зі своїх основних ворогів, Юлій Цезар хотів переконатися, що його контроль над урядом буде безперечним. Він прийняв ці повноваження, підвищивши свій власний авторитет і зменшивши авторитет інших політичних інститутів Риму. Цезар обіймав посаду римського диктатора і чергував консульство (головний магістрат) і проконсульство (фактично військове губернаторство). У 48 р. до н. е. Цезар отримав повноваження плебейського трибуна, що зробило його особу священним, дало йому право накладати вето на Сенат, і дозволив йому домінувати в законодавчому процесі. Після вбивства Цезаря в 44 році до нашої ери Марк Антоній уклав союз з прийомним сином і внучатим племінником Цезаря, Гаєм Октавіаном . Разом з Марком Емілієм Лепідом вони утворили союз, відомий як Другий тріумвірат, і мали повноваження, які були майже ідентичні повноваженням, які мав Цезар за його конституцією. Тоді як змовники, які вбили Цезаря, зазнали поразки в битві при Філіпаху 42 р. до н. е. мир, який утворився, був лише тимчасовим. Антоній і Октавіан воювали один проти одного в останній битві в 31 році до нашої ери. Антоній зазнав поразки, і в 30 році до нашої ери він покінчив життя самогубством. У 29 році до нашої ери Октавіан повернувся до Риму як безперечний господар держави. Правління Октавіана, якого історія згадує як Августа, першого римського імператора, позначило лінію розмежування між Римською Республікою та Римською імперією . До моменту завершення цього процесу Рим завершив перехід від міста-держави з мережею залежностей до столиці імперії.

## Імперія
Коли Октавіан повернувся до Риму через два роки після перемоги над Марком Антонієм, ніхто не залишився проти нього. Десятиліття війни завдали жахливого впливу на жителів Риму . Політична ситуація була нестабільною, постійно існувала загроза поновлення війни. Лише прибуття Октавіана викликало хвилю оптимізму, що прокотилася по всій Італії. Як тільки він прибув, він почав вирішувати проблеми, які мучили Рим. Незабаром популярність Октавіана досягла нових висот, що в кінцевому підсумку дало йому підтримку, необхідну для здійснення своїх реформ. Коли Октавіан скинув Марка Антонія в 32 році до нашої ери, він залишив свою посаду тріумвіра, але, ймовірно, отримав повноваження, подібні до тих, від яких він відмовився.
Октавіан хотів закріпити свій статус господаря держави, але уникнути долі прийомного батька . 13 січня 27 року до нашої ери Октавіан передав контроль над державою назад до Сенату та народу Риму, але ні Сенат, ні народ Риму не захотіли прийняти те, що фактично було відставкою Октавіана. Октавіану було дозволено залишатися римським консулом (головою виконавчої влади в старій республіці), а також було дозволено зберегти свої трибунічні повноваження (подібні до повноважень плебейських трибунів, або головних представників народу). Ця домовленість, по суті, функціонувала як народне підтвердження його позиції в державі. Потім сенат надав Октавіану унікальний рівень проконсульської командної влади (imperium), що надавало йому владу над усіма військовими губернаторами Риму, а отже, і над усією римською армією. Октавіан також отримав титул«Август» («поважний») і Принцепс («перший громадянин»). У 23 році до нашої ери Август (так Октавіан тепер називав себе) відмовився від свого консульства і розширив як свою проконсульську імперію, так і свої повноваження трибуна. Після проведення цих остаточних реформ Август більше ніколи не змінював свою конституцію. Кінцевою метою Августа було забезпечити впорядковану спадкоємність. У 6 р. до н. е. Август надав трибунічну повноваження своєму пасинку Тіберію і швидко визнав Тіберія своїм спадкоємцем. У 13 році нашої ери був прийнятий закон, який зробив юридичні повноваження Тиберія еквівалентними і незалежними від повноважень Августа. За рік Август помер.
Коли Август помер у 14 році нашої ери, принципат юридично припинився. Тіберій знав, що якщо він заручиться підтримкою армії, незабаром піде решта уряду. Тому Тиберій взяв на себе командування преторіанською гвардією і використав свою проконсульську імперію, щоб змусити армії присягнути йому на вірність. Як тільки це сталося, Сенат і магістрати погодилися. За Тіберія повноваження щодо виборів магістратів були передані від зборів до Сенату. Коли Тиберій помер, Калігула був проголошений імператором сенатом. У 41 році Калігула був убитий, і протягом двох днів після його вбивства Сенат обговорював суть відновлення Республіки. Однак через вимоги армії Клавдій був оголошений імператором, але в кінцевому підсумку він був убитий, а Нерон був оголошений імператором.
Протягом десятиліть після смерті Августа Римська імперія була, у певному сенсі, союзом нерозвинених князівств, які могли розпатися в будь-який момент. У 68 році нашої ери сер. Сульпіцій Гальба, намісник Іспанії Тарраконської, був проголошений імператором своїми військами. У Римі імператор Нерон швидко втратив своїх прихильників і покінчив життя самогубством. Невдовзі своїми військами імператором був проголошений губернатор Нижньої Німеччини Вітеллій, а в Римі преторіанська гвардія проголосила імператором М. Сальвія Отона . У 69 році Гальба був убитий, і Отон повів армію в Німеччину, щоб перемогти Вітеллія, але замість цього сам зазнав поразки. Він покінчив життя самогубством, і Вітеллій був проголошений імператором, але швидко зазнав поразки, а потім страчений Веспасіаном, який потім був оголошений імператором. За імператора Веспасіана римська конституція почала сповзання до відвертої монархії. Веспасіан помер у 79 році, і його наступником став його син Тит, який очолив подальше ослаблення сенату. Його наступником став його брат Доміціан у 81 році. Правління Доміціана стало значним поворотом на шляху до монархії .оскільки він став довічним цензором і, на відміну від свого батька, використав ці повноваження для подальшого підпорядкування Сенату. Доміціан, зрештою, був тираном з характером, який завжди робить тиранію відразливою, і це частково походить від його власної параної, яка сама була наслідком того факту, що він не мав сина, а отже, не було очевидного спадкоємець. У вересні 96 року Доміціан був убитий.
Протягом періоду, який почався з приєднанням імператора Нерви і закінчився смертю імператора Коммода, імперія продовжувала слабшати. Стало важко набрати достатню кількість солдатів для армії, інфляція ставала проблемою, і принаймні одного разу Імперія ледь не збанкрутувала. Найзначнішим конституційним розвитком цієї епохи був постійний рух до монархії. П. Кокцей Нерва змінив Доміціана, і хоча його правління було надто коротким для будь-яких серйозних конституційних реформ, він скасував деякі зловживання свого попередника. У 98 році його змінив Траян, який тоді пішов далі, ніж навіть Нерва, у відновленні іміджу вільної республіки .наприклад, дозволивши сенату відновити деякі незалежні законодавчі здібності. Адріан змінив Траяна на посаді імператора. Безумовно, найважливішою конституційною зміною, яку він змінив, було створення бюрократичного апарату, який включав фіксовану градацію чітко визначених посад і відповідний порядок просування по службі. Адріана змінив Антонін Пій, який не вніс реальних змін до конституції. Антоніна Пія  змінив Марк Аврелій у 161 році. Найзначнішим конституційним розвитком, який відбувся під час правління Марка Аврелія, було відродження республіканського принципу колегіальності, оскільки він зробив свого брата Л. Елія своїм співімператором. У 169 році Елій помер, а в 176 році Марк Аврелій зробив своїм новим співімператором свого сина Л. Аврелія Коммода . У 180 році Марк Аврелій помер, і Коммод став імператором. Тиранія Коммода відродила найгірші спогади про пізніших юліанських імператорів, оскільки він був більш явним, ніж будь-який зі своїх попередників, отримавши повноваження, яких у нього не було юридично, та нехтував конституцією. Убитий у 192 р .
Подальші конституційні реформи під час принципату не проводилися. Єдиним розвитком будь-якого значення було продовження сповзання до монархії, оскільки конституційні відмінності, які були встановлені Августом, втратили будь-який сенс, який вони все ще мали. Починаючи з 235 року, під час правління імператора варварів Максиміна Тракса, імперія переживала період важкого військового, цивільного та економічного стресу. Ймовірно, криза досягла свого апогею під час правління Галлієна, з 260 по 268 рік. Криза завершилася у 284 році скасуваннямм принципату .